# Tremoniapark

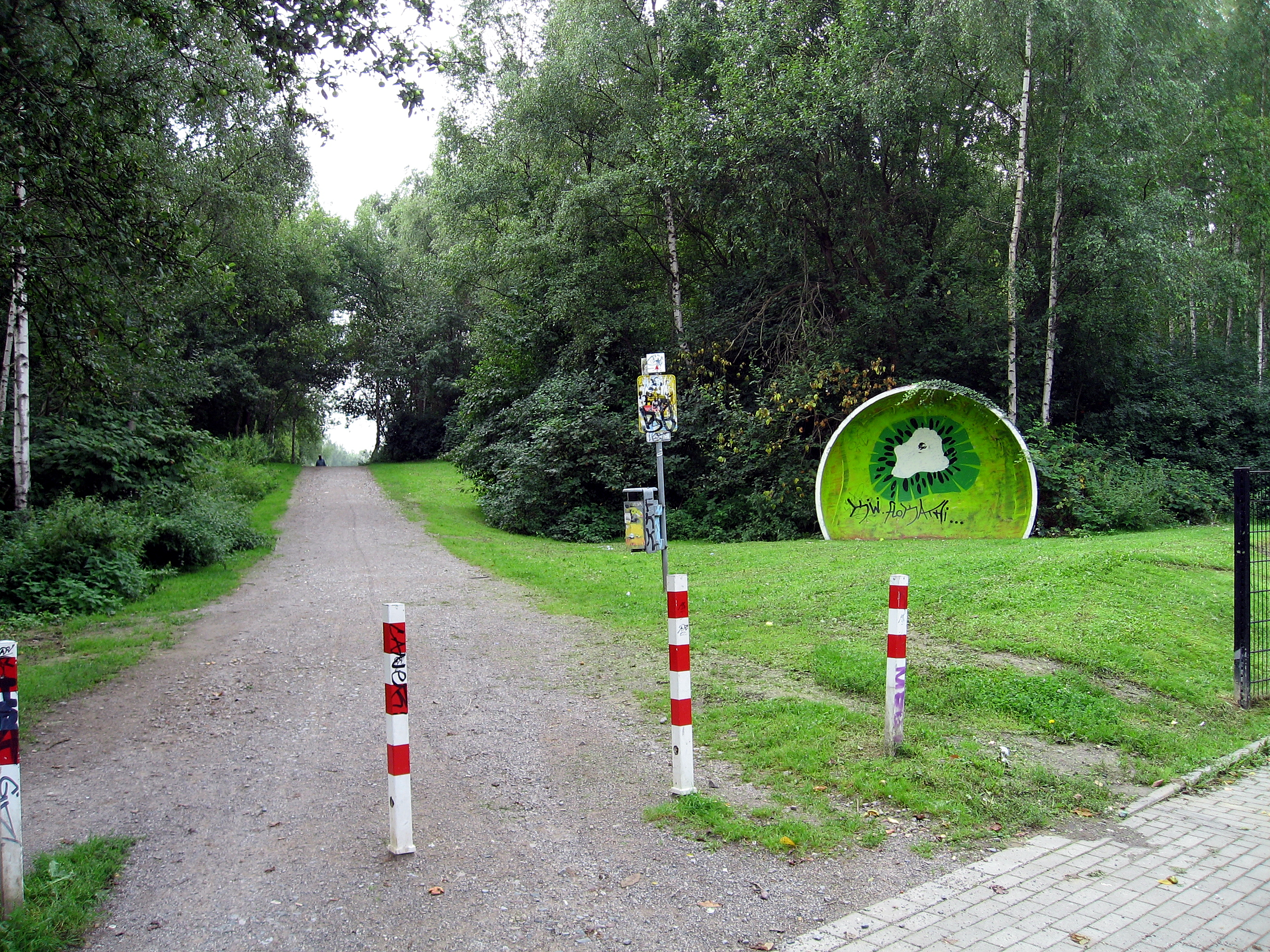
Eingang zum Tremoniapark

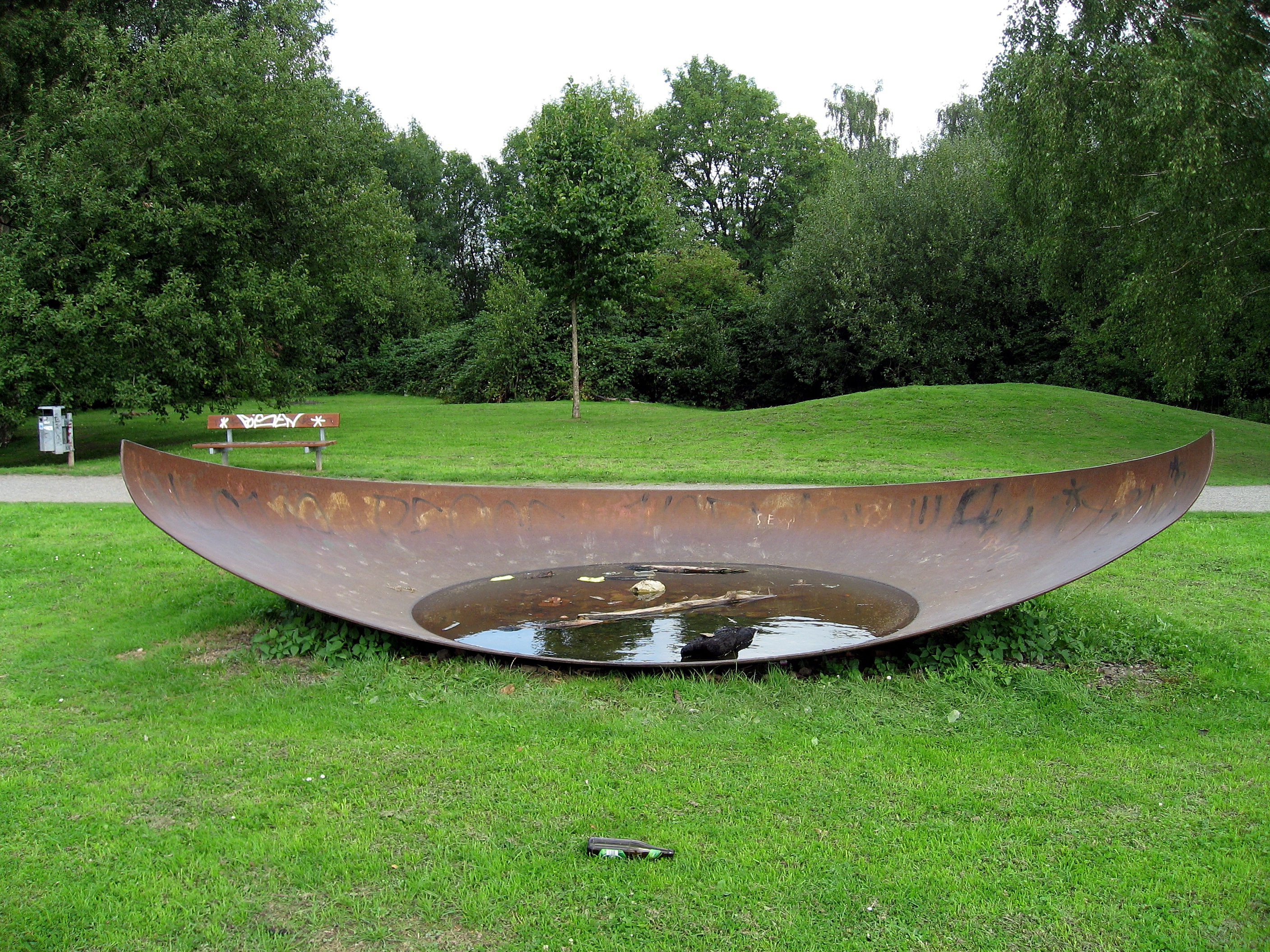
Klöpperboden im Tremoniapark

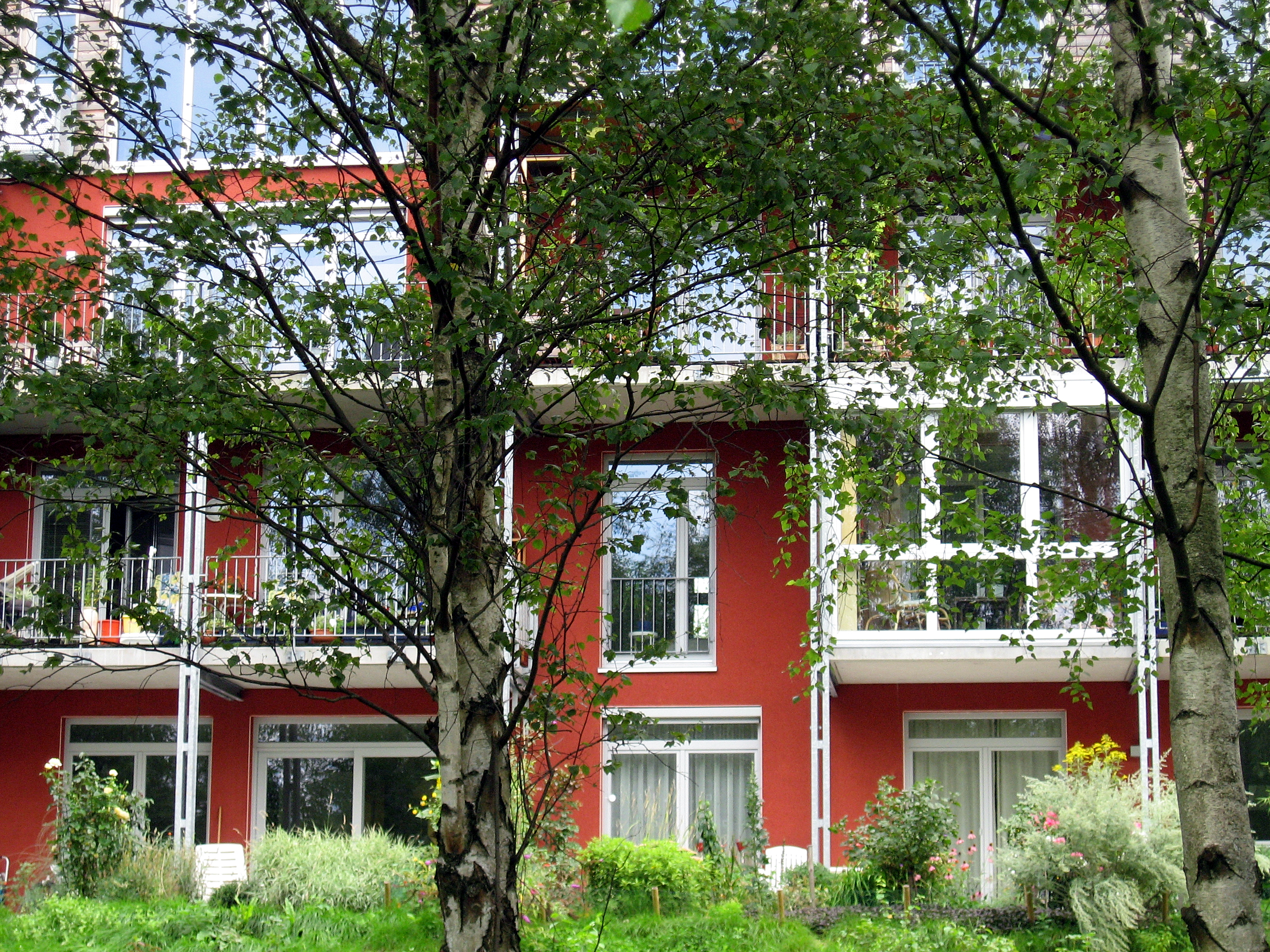
WohnreWir am Tremoniapark

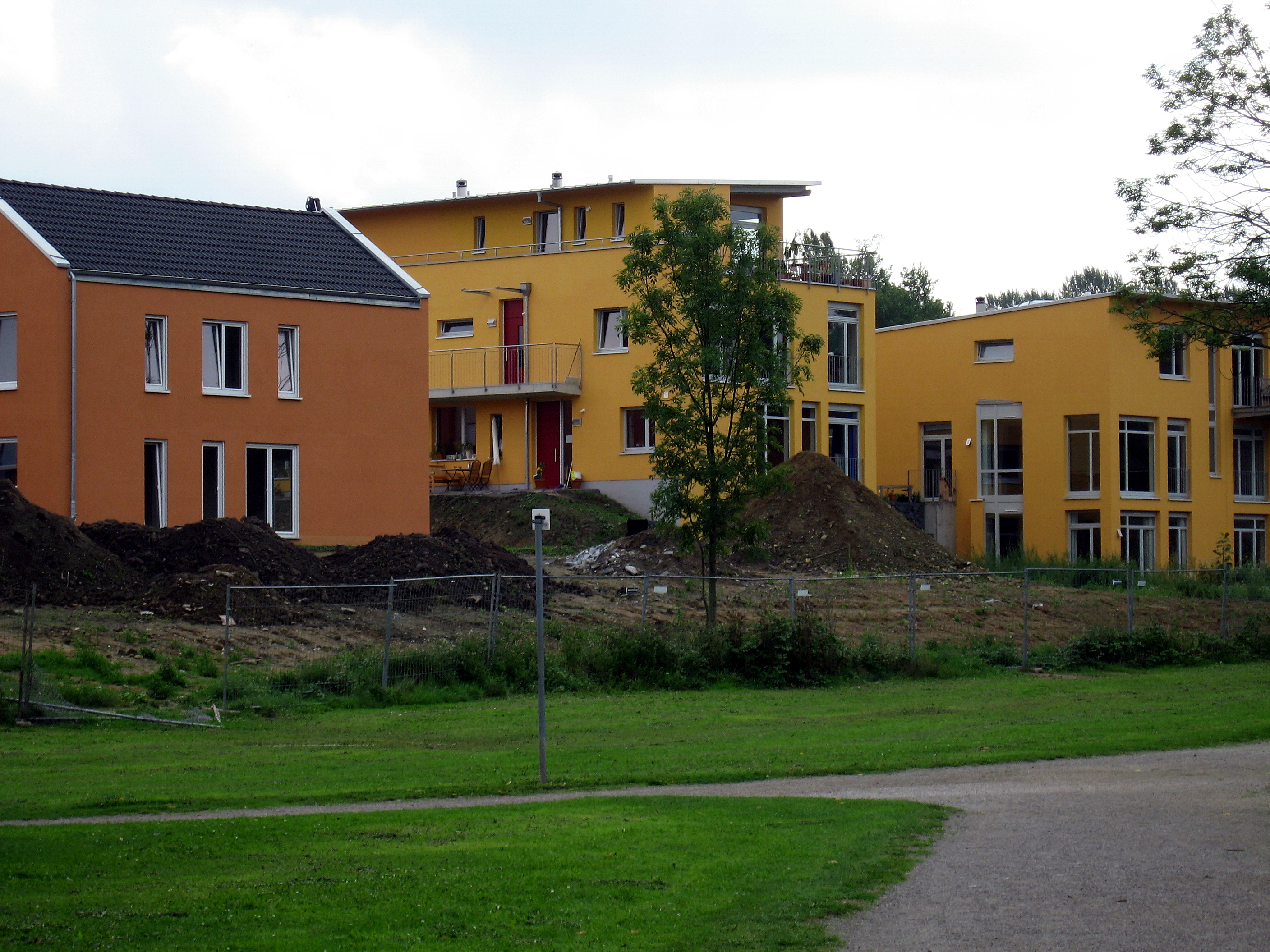
Neubebauung am Park

Der Tremoniapark in Dortmund, auch Tremoniawiese genannt, ist eine Grün- und Naherholungsanlage auf einem alten Industriegelände und ein typisches Beispiel für den Strukturwandel in der Stadt. In der Parkanlage liegen als Kunstinstallation halbschalige Klöpperböden, die Bestandteile von Druckgefäßen waren.

## Lage
Der Park liegt am westlichen Ende der Kreuzstraße zwischen Tremoniastraße, Kuithanstraße und Leierweg. Man erreicht ihn fußläufig von der S-Bahn-Haltestelle Dortmund West der Linie S 4 (nördlich des Parks) oder von der U-Bahn-Haltestelle Kreuzstraße der Linie U 42 (östlich des Parks) in 10 Minuten, außerdem von den Haltestellen Neuer Graben, Metzer Straße oder Kuithanstraße der Buslinien 452 und 453.

## Geschichte
Eine kleinere Bergarbeitersiedlung an der Tremoniastraße, das Trafohaus und die Schienen an der Haldenstraße erinnern heute noch an die industrielle Nutzung des Areals, die mit der Eisenhütte Carl von Born begann. Die Hütte gehörte später zeitweise zum Hörder Bergwerks- und Hütten-Verein bzw. zur Phoenix AG für Bergbau und Hüttenbetrieb und war ab 1926 ein Produktionsstandort der Vereinigte Stahlwerke AG.
Nördlich der Haldenstraße schließt sich das Gelände der ehemaligen Zeche Tremonia an, die noch lange nach Ende der Kohleförderung als Versuchsgrube genutzt wurde. Tremonia ist die im Mittelalter gebräuchliche, lateinische Bezeichnung für die Stadt Dortmund. Von der Zeche und der Straße ging dieser Name auf den Park über. Nördlich des Zechengeländes liegt der Industriestandort Rothe Erde.
Lange Jahre war das ehemalige Industriegelände verwildert, zwischen rostenden Gleisen wuchsen dichtes Buschwerk und zahlreiche Birken, die noch heute das Bild des Parks prägen. An den Rändern des Parks gab es zahlreiche kleine Gewerbebetriebe, die Bausubstanz rund um den Park war überwiegend in schlechtem Zustand.
Der innenstadtnahe, ca. 10 ha große Tremoniapark wurde zwischen 1993 und 1996 entwickelt. Anfang 2000 erwarb die Viterra Baupartner AG ein ca. 40.000 m2 großes Gelände, um dort Wohnungen zu bauen, vor allem Eigentumswohnungen und Reihenhäuser. Auch ein Einkaufszentrum wurde errichtet.

## Wohnprojekt WohnreWir
Ebenfalls direkt am Park entstand das Wohnprojekt „WohnreWIR am Tremoniapark“ mit 21 Wohnungen zwischen 55 m² und 165 m², einem Gemeinschaftshaus und einer Gästewohnung. Für Konzept und ökologische Bauweise erhielt das Architekturbüro Post und Welters den 1. Preis beim Innovationspreis Wohnungsbau des Landes NRW und weitere Auszeichnungen. Ziel des Projekts ist es, ein altersübergreifendes Wohnquartier aufzubauen und dabei die Isolation zwischen den Nachbarn in normalen Wohnanlagen aufzuheben. Die Wohnungen sind für Behinderte barrierefrei erreichbar, Gemeinschaftshaus und Gemeinschaftsflächen im Innenhof unterstützen die Suche nach Kontakten und gegenseitiger Hilfe. Durch ein Blockheizkraftwerk, eine Photovoltaikanlage und gute Wärmedämmung erreicht die Anlage einen niedrigen Energieverbrauch. Zudem wurde ein eigener Brauchwasserkreislauf für die Nutzung von Regenwasser installiert.

## Freizeit
Der Tremoniapark wird bei schönem Wetter häufig für sportliche Aktivitäten unterschiedlicher Art genutzt. Die große Wiesenfläche ist besonders gut zum Picknick, Grillen oder bei Wind zum Drachensteigen geeignet. Häufig treffen sich hier Walker sowie Ultimate-Spieler des Dortmunder Vereins „Torpedo Phoenix“ zum gemeinsamen Sport. Außerdem trainierte im Tremoniapark der R.F.C. (Rugby Football Club) Dortmund. Seit über 20 Jahren nutzt der multikulturelle Freizeitfußballklub Torpedo Tremonia den Park als Trainingsgelände. Südlich an den Park angrenzend liegt ein städtischer Sportplatz.